# Webbansvarig
Webbansvarig (även webbmästare, engelska: webmaster) är huvudansvarig för att en webbplats övergripande struktur och presentation av innehåll stöder målgruppernas behov, i linje med webbplatsens fastställda mål och syfte. Det är relativt vanligt förekommande att en webbansvarig även har ett strategiskt ansvar.
För större webbplatser finns ofta ett team av specialister runt den webbansvarige, bestående av webbredaktörer, webbproducenter, webbdesigners, användbarhetsexperter och webbadministratörer. 
Företag med flera webbplatser, ofta större företag med ett flertal olika varumärken eller produkter, har i regel en webbansvarig per webbplats. Likt ovan beskrivet avgör webbplatsens omfattning antalet övrigt involverade ansvarsroller. Dessa företag har i regel någon typ av övergripande styrning, till exempel en webbstrateg som sammanhållande för någon form av webbråd där samtliga webbansvariga ingår.